# 无毛粉条儿菜
无毛粉条儿菜（学名：Aletris glabra）为百合科粉条儿菜属下的一个种。